# Società Sportiva Lazio 1991-1992
Questa voce raccoglie le informazioni riguardanti la Società Sportiva Lazio nelle competizioni ufficiali della stagione 1991-1992.

## Stagione
Nella stagione 1991-1992 la squadra disputò il quarantanovesimo campionato di Serie A della sua storia, classificandosi all'undicesimo posto. In questa stagione la Lazio fu acquistata da Sergio Cragnotti, che la portò negli anni seguenti a conquistare diversi trofei dopo due decenni molto difficili.
In Coppa Italia la Lazio fu eliminata agli ottavi di finale.

## Divise e sponsor
Lo sponsor tecnico per la stagione 1991-1992 si conferma Umbro, mentre lo sponsor ufficiale cambia e diventa Banco di Santo Spirito.
| Casa | Trasferta |

## Organigramma societario
Area direttiva
- Presidente: Gianmarco Calleri, poi Sergio Cragnotti
- Vice Presidente: Giovanni Cragnotti[3]
- Amministratore delegato: Lionello Celon[3]
- Segretaria generale: Gabriella Grassi

Area tecnica
- Direttore sportivo: Carlo Regalia
- Allenatore: Dino Zoff
- Allenatore in seconda: Giancarlo Oddi

Area sanitaria
- Medico sociale: Claudio Bartolini
- Preparatore atletico: Roberto Ferola
- Massaggiatori: Doriano Ruggiero

## Rosa[4]
| N. |                     | Ruolo | Calciatore          |
| -- | ------------------- | ----- | ------------------- |
|    | Italia (bandiera)   | P     | Valerio Fiori       |
|    | Italia (bandiera)   | P     | Fernando Orsi       |
|    | Italia (bandiera)   | D     | Roberto Bacci       |
|    | Italia (bandiera)   | D     | Cristiano Bergodi   |
|    | Italia (bandiera)   | D     | Luigi Corino        |
|    | Italia (bandiera)   | D     | Angelo Gregucci     |
|    | Italia (bandiera)   | D     | Davide Lampugnani   |
|    | Italia (bandiera)   | D     | Raffaele Sergio     |
|    | Italia (bandiera)   | D     | Roberto Soldà       |
|    | Italia (bandiera)   | D     | Rufo Emiliano Verga |
|    | Italia (bandiera)   | D     | Claudio Vertova     |
|    | Germania (bandiera) | C     | Thomas Doll         |

| N. |                     | Ruolo | Calciatore              |
| -- | ------------------- | ----- | ----------------------- |
|    | Italia (bandiera)   | C     | Alessandro Manetti      |
|    | Italia (bandiera)   | C     | Franco Marchegiani      |
|    | Italia (bandiera)   | C     | Stefano Melchiori       |
|    | Italia (bandiera)   | C     | Gabriele Pin (capitano) |
|    | Italia (bandiera)   | C     | Claudio Sclosa          |
|    | Italia (bandiera)   | C     | Giovanni Stroppa        |
|    | Italia (bandiera)   | A     | Berardino Capocchiano   |
|    | Italia (bandiera)   | A     | Armando Madonna         |
|    | Italia (bandiera)   | A     | Maurizio Neri           |
|    | Germania (bandiera) | A     | Karl-Heinz Riedle       |
|    | Uruguay (bandiera)  | A     | Rubén Sosa              |

## Calciomercato

### Sessione estiva
| Acquisti | Acquisti              | Acquisti    | Acquisti      |
| R.       | Nome                  | da          | Modalità      |
| -------- | --------------------- | ----------- | ------------- |
| D        | Luigi Corino          | Triestina   | definitivo    |
| D        | Rufo Emiliano Verga   | Bologna     | definitivo    |
| C        | Thomas Doll           | Amburgo     | definitivo    |
| C        | Alessandro Manetti    | Mantova     | fine prestito |
| C        | Stefano Melchiori     | Reggiana    | definitivo    |
| C        | Giovanni Stroppa      | Milan       | definitivo    |
| A        | Berardino Capocchiano | TSV Havelse | definitivo    |
| A        | Maurizio Neri         | Pisa        | definitivo    |

| Cessioni | Cessioni           | Cessioni | Cessioni   |
| R.       | Nome               | a        | Modalità   |
| -------- | ------------------ | -------- | ---------- |
| C        | Sergio Domini      | Brescia  | definitivo |
| C        | Pedro Troglio      | Ascoli   | definitivo |
| A        | Alessandro Bertoni | Reggiana | definitivo |
| A        | Giampaolo Saurini  | Brescia  | definitivo |

### Sessione autunnale
| Acquisti | Acquisti | Acquisti | Acquisti |
| R.       | Nome     | da       | Modalità |
| -------- | -------- | -------- | -------- |

| Cessioni | Cessioni           | Cessioni | Cessioni   |
| R.       | Nome               | a        | Modalità   |
| -------- | ------------------ | -------- | ---------- |
| D        | Davide Lampugnani  | Messina  | definitivo |
| C        | Franco Marchegiani | Pisa     | definitivo |
| A        | Armando Madonna    | Piacenza | prestito   |

## Risultati

### Serie A

#### Girone di andata
| Arbitro: | Sguizzato (Verona) |

|                 |           |          |
| Nava 63’ (aut.) | Marcatori | 89’ Osio |

| Arbitro: | Baldas (Trieste) |

|  |           |          |
|  | Marcatori | 76’ Sosa |

| Arbitro: | Mughetti (Cesena) |

|          |           |              |
| Sosa 14’ | Marcatori | 55’ Caniggia |

| Arbitro: | Nicchi (Arezzo) |

|              |           |                                    |
| Giordano 53’ | Marcatori | 13’ Doll 56’, 59’ Sosa 85’ Bergodi |

| Arbitro: | Lanese (Messina) |

|  |           |             |
|  | Marcatori | 1’ R. Ferri |

| Arbitro: | Beschin (Legnago) |

|                |           |            |
| Rizzitelli 81’ | Marcatori | 65’ Riedle |

| Arbitro: | Pairetto (Nichelino) |

|         |           |              |
| Pin 90’ | Marcatori | 82’ Aguilera |

| Arbitro: | Cinciripini (Ascoli Piceno) |

|  |           |                 |
|  | Marcatori | 44’, 67’ Riedle |

| Arbitro: | Pezzella (Frattamaggiore) |

|            |           |             |
| Riedle 72’ | Marcatori | 45’ Alessio |

| Arbitro: | D'Elia (Salerno) |

|           |           |                     |
| Platt 43’ | Marcatori | 39’ Doll 74’ Riedle |

| Arbitro: | Sguizzato (Verona) |

|             |           |                 |
| Orlando 27’ | Marcatori | 71’ (rig.) Sosa |

| Arbitro: | Cornieti (Forlì) |

|                                 |           |                                |
| Riedle 25’, 57’ Sosa 68’ (rig.) | Marcatori | 43’ Ferrara 79’ Blanc 90’ Zola |

| Arbitro: | Lanese (Messina) |

|                             |           |  |
| Dezotti 51’ Florijančič 79’ | Marcatori |  |

| Arbitro: | Ceccarini (Livorno) |

|            |           |                |
| Riedle 51’ | Marcatori | 54’ van Basten |

| Arbitro: | Sguizzato (Verona) |

|                                                 |           |                  |
| Doll 10’ Riedle 16’, 38’ Stroppa 81’ Sergio 83’ | Marcatori | 12’, 21’ Šalimov |

| Arbitro: | Baldas (Trieste) |

|           |           |  |
| Vialli 6’ | Marcatori |  |

| Arbitro: | Amendolia (Messina) |

|                  |           |            |
| Doll 4’ Sosa 49’ | Marcatori | 59’ Napoli |

#### Girone di ritorno
| Arbitro: | Stafoggia (Pesaro) |

|            |           |  |
| Brolin 42’ | Marcatori |  |

| Arbitro: | Boggi (Salerno) |

|                            |           |            |
| Sosa 28’ (rig.) Sclosa 41’ | Marcatori | 39’ Annoni |

| Arbitro: | Pezzella (Frattamaggiore) |

|               |           |  |
| Strömberg 66’ | Marcatori |  |

| Arbitro: | Cardona (Reggio Calabria) |

|             |           |             |
| Stroppa 60’ | Marcatori | 89’ Benetti |

| Arbitro: | Lo Bello (Siracusa) |

|                     |           |  |
| Matthäus 24’ (rig.) | Marcatori |  |

| Arbitro: | Stafoggia (Pesaro) |

|         |           |            |
| Sosa 5’ | Marcatori | 70’ Häßler |

| Arbitro: | Bazzoli (Merano) |

|              |           |  |
| Skuhravý 18’ | Marcatori |  |

| Arbitro: | Amendolia (Messina) |

|                                      |           |  |
| L. Pellegrini 57’ (aut.) Stroppa 89’ | Marcatori |  |

| Arbitro: | Collina (Viareggio) |

|               |           |            |
| Schillaci 90’ | Marcatori | 83’ Riedle |

| Arbitro: | Pairetto (Nichelino) |

|                          |           |            |
| Riedle 19’ Sosa 21’, 50’ | Marcatori | 31’ Cucchi |

| Arbitro: | Cinciripini (Ascoli Piceno) |

|             |           |            |
| Stroppa 55’ | Marcatori | 90’ Branca |

| Arbitro: | Lo Bello (Siracusa) |

|                           |           |  |
| Blanc 25’ Careca 57’, 81’ | Marcatori |  |

| Arbitro: | Rodomonti (Teramo) |

|                                    |           |                                 |
| Doll 9’ Sosa 32’ (rig.) Riedle 49’ | Marcatori | 34’ (rig.) Dezotti 65’ Marcolin |

| Arbitro: | Nicchi (Arezzo) |

|                       |           |  |
| Massaro 25’ Fuser 84’ | Marcatori |  |

| Arbitro: | Stafoggia (Pesaro) |

|                         |           |          |
| Rambaudi 49’ Baiano 52’ | Marcatori | 90’ Sosa |

| Arbitro: | Luci (Firenze) |

|          |           |               |
| Doll 13’ | Marcatori | 32’, 76’ Buso |

| Arbitro: | Cesari (Genova) |

|  |           |          |
|  | Marcatori | 73’ Doll |

### Coppa Italia

#### Turni preliminari
| Arbitro: | Cesari (Genova) |

|  |           |                     |
|  | Marcatori | 6’ Doll 29’ Stroppa |

| Arbitro: | Rodomonti (Teramo) |

|                             |           |                               |
| Sosa 52’, 59’ Melchiori 81’ | Marcatori | 45’ (rig.) Mastini 73’ Ercoli |

#### Fase finale
| Arbitro: | Lo Bello (Siracusa) |

|                      |           |  |
| Annoni 34’ Vieri 43’ | Marcatori |  |

| Roma 11 dicembre 1991 Ottavi di finale - Ritorno | Lazio               | 0 – 0 | Torino | Stadio Olimpico\| Arbitro: \| Amendolia (Messina) \| |
| Arbitro:                                         | Amendolia (Messina) |       |        |                                                      |

## Statistiche

### Statistiche di squadra
| Competizione | Punti | In casa | In casa | In casa | In casa | In casa | In casa | In trasferta | In trasferta | In trasferta | In trasferta | In trasferta | In trasferta | Totale | Totale | Totale | Totale | Totale | Totale | DR |
| Competizione | Punti | G       | V       | N       | P       | Gf      | Gs      | G            | V            | N            | P            | Gf           | Gs           | G      | V      | N      | P      | Gf     | Gs     | DR |
| ------------ | ----- | ------- | ------- | ------- | ------- | ------- | ------- | ------------ | ------------ | ------------ | ------------ | ------------ | ------------ | ------ | ------ | ------ | ------ | ------ | ------ | -- |
| Serie A      | 34    | 17      | 6       | 9       | 2       | 29      | 21      | 17           | 5            | 3            | 9            | 14           | 19           | 34     | 11     | 12     | 11     | 43     | 40     | +3 |
| Coppa Italia |       | 2       | 1       | 1       | 0       | 3       | 2       | 2            | 1            | 0            | 1            | 2            | 2            | 4      | 2      | 1      | 1      | 5      | 4      | +1 |
| Totale       |       | 19      | 7       | 10      | 2       | 34      | 24      | 19           | 6            | 3            | 10           | 16           | 21           | 38     | 13     | 13     | 12     | 48     | 44     | +4 |

### Statistiche dei giocatori
Nel conteggio delle reti realizzate si aggiungano due autoreti a favore in campionato.
| Giocatore      | Serie A  | Serie A | Coppa Italia | Coppa Italia | Totale   | Totale |
| Giocatore      | Presenze | Reti    | Presenze     | Reti         | Presenze | Reti   |
| -------------- | -------- | ------- | ------------ | ------------ | -------- | ------ |
| R. Bacci       | 33       | 0       | 4            | 0            | 37       | 0      |
| C. Bergodi     | 26       | 1       | 3            | 0            | 29       | 1      |
| B. Capocchiano | 2        | 0       | 1            | 0            | 3        | 0      |
| L. Corino      | 20       | 0       | 1            | 0            | 21       | 0      |
| T. Doll        | 31       | 7       | 4            | 1            | 35       | 8      |
| V. Fiori       | 32       | -37     | 3            | -4           | 35       | -41    |
| A. Gregucci    | 26       | 0       | 4            | 0            | 30       | 0      |
| D. Lampugnani  | -        | -       | -            | -            | -        | -      |
| A. Madonna     | -        | -       | -            | -            | -        | -      |
| A. Manetti     | -        | -       | -            | -            | -        | -      |
| F. Marchegiani | 5        | 0       | 1            | 0            | 6        | 0      |
| S. Melchiori   | 20       | 0       | 2            | 1            | 22       | 1      |
| M. Neri        | 16       | 0       | 3            | 0            | 19       | 0      |
| F. Orsi        | 3        | -3      | 1            | 0            | 4        | -3     |
| G. Pin         | 32       | 1       | 4            | 0            | 36       | 1      |
| K.H. Riedle    | 29       | 13      | 4            | 0            | 33       | 13     |
| C. Sclosa      | 30       | 1       | 3            | 0            | 33       | 1      |
| R. Sergio      | 25       | 1       | 2            | 0            | 27       | 1      |
| R. Soldà       | 26       | 0       | 1            | 0            | 27       | 0      |
| R. Sosa        | 31       | 13      | 4            | 2            | 35       | 15     |
| G. Stroppa     | 30       | 4       | 3            | 1            | 33       | 5      |
| E. Verga       | 6        | 0       | 2            | 0            | 8        | 0      |
| C. Vertova     | 2        | 0       | -            | -            | 2        | 0      |